# Anaglyptus confusus
Anaglyptus confusus är en skalbaggsart som beskrevs av Holzschuh 1999. Anaglyptus confusus ingår i släktet Anaglyptus och familjen långhorningar.
Artens utbredningsområde är Tibet. Inga underarter finns listade i Catalogue of Life.